# ۱۰۰۶ (خورشیدی)
۱۰۰۶ هزار و ششمین سال هجری خورشیدی است.